# Kiss!Kiss!Kiss!
「Kiss!Kiss!Kiss!」（キス!キス!キス!）はBuono!の通算3枚目のシングル。2008年5月14日発売。発売元はポニーキャニオン。

## 解説
センターは夏焼雅。
PVは実在する学校で撮影された。
振付は西田一生（西田プロジェクト）が担当。

## 収録曲
1. Kiss!Kiss!Kiss!　
（作詞：岩里祐穂、作曲：井上慎二郎、編曲：西川進）
『しゅごキャラ!』のエンディングテーマ（2008年4月 - 6月）。
2. みんなだいすき　
（作詞：C.Piece、作曲：AKIRASTAR、編曲：安部潤）
『しゅごキャラ!』のオープニングテーマ（2008年4月 - 9月）。
3. Kiss!Kiss!Kiss! (Instrumental)
4. みんなだいすき (Instrumental)